# Not Today (canção de BTS)

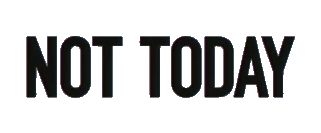
Logotipo do single "Not Today" do grupo sul-coreano BTS

"Not Today" é uma música gravada pelo grupo masculino sul-coreano BTS que foi lançado no álbum You Never Walk Alone. Uma versão japonesa da música foi mais tarde lançada em seu álbum Face Yourself.

## Lançamento
Quando o videoclipe foi lançado, acumulou quase onze milhões de visualizações em vinte e quatro horas.

## Promoções
O BTS promoveu a versão coreana da música em vários programas de música da Coreia do Sul, incluindo o Music Bank, Show! Music Core, Inkigayo, e M Countdown. Uma versão remix da música também foi promovida no KBS 2017 Song Festival em 29 de dezembro de 2017.

## MV
O videoclipe é impulsionado pelas músicas stomp heavy rhythm. Ao longo do videoclipe, BTS lidera uma multidão de pessoas vestidas de preto, aparentemente, inspirados em ninjas, dançarinos que jogam fora suas roupas restringentes em um ponto como se estivessem em protesto e em formações de estilo militar, enquanto as danças rápidas são intercaladas com cenas dos membros do BTS sendo perseguidos e baleados.
O videoclipe foi filmado pela equipe da GDW com coreografia de Keone Madrid.

## Recepção
A Billboard descreveu o single como um synth-hip hop propulsivo que pede que “todos os oprimidos do mundo” não desistam e continuem lutando. Parece ser o começo das mensagens iniciais do grupo de Antissistema, como mostrado em músicas como "No More Dream" e "N.O.". O Digital Music News chamou isso de uma faixa explosiva de alta energia com uma dança elaborada e com vários cenários.
Foi o terceiro videoclipe de K-pop mais assistido de 2017.

## Aclamação
| Crítico/Publicador | Lista                       | Classificação | Ref.  |
| ------------------ | --------------------------- | ------------- | ----- |
| KultScene          | 25 Best K-pop Songs of 2017 | 2             | [ 8 ] |
| PopCrush           | The Best Songs of 2017      | —             | [ 9 ] |

## Composição
Not Today está na tonalidade de A♭ major. São 110 batidas por minuto e tem 3:51 minutos de duração. As letras falam sobre nunca desistir e encorajar as pessoas a se unirem contra a corrupção do governo e quebrar todas as barreiras invisíveis que impedem as pessoas de terem sucesso.

## Créditos
Os créditos originais são adaptados das notas do álbum You Never Walk Alone.
- Pdogg- produtor, teclado, sintetizador, arranjo do vocal & rap, engenheiro de gravação
- "hitman" bang- produtor
- Rap Monster- produtor
- Supreme Boi- produtor
- JUNE- produtor, refrão, engenheiro de gravação
- Jungkook- refrão
- James F. Reynolds-engenheiro de mixagem

## Charts
| Chart (2017)                                     | Posição |
| ------------------------------------------------ | ------- |
| Canadá (Canadian Hot 100)                        | 77      |
| Finland Download (Suomen virallinen latauslista) | 7       |
| Filipinas (Philippine Hot 100)                   | 69      |
| Rússia (Tophit)                                  | 100     |
| Coreia do Sul (Gaon Singles Chart)               | 6       |
| Japão (Japan Hot 100)                            | 23      |
| UK Independent Singles (OCC)                     | 46      |
| US World Digital Song Sales (Billboard)          | 2       |

## Vendas
| País                       | Vendas digitais |
| -------------------------- | --------------- |
| Coreia do Sul (Gaon)       | 245,405         |
| Estados Unidos (Billboard) | 12,000          |